# Савицький Костянтин Аполлонович
Костянтин Аполлонович Сави́цький (рос. Константин Аполлонович Савицкий; нар. 6 червня 1844, Таганрог, Російська імперія — пом. 13 лютого 1905, Пенза, Російська імперія) — російський живописець, дійсний член Петербурзької академії мистецтв з 1895. Батько художника Георгія Савицького.

## Життєпис
Народився 25 травня [6 червня] 1844 в Таганрозі (нині РФ). Рано втратив батьків і виховувався в Ліфляндії у родичів, які віддали його вчитися в пансіон приватної дворянської гімназії.
У 1862—1878 навчався в Петербурзькій академії мистецтв. За час навчання отримав 6 срібних і 1 золоту медалі (полотно «Шарманщик» і ескіз «Розп'яття Христа»), а також був удостоєний стипендії імператора Олександра II.
У 1871—1874 перебував у закордонному пенсіонерському відрядженні в Парижі.
З 1878 — член Товариства передвижників.
У 1883—1889 викладав у Центральному училищі технічного малювання Штігліца в Санкт-Петербурзі, 1891—1897 — у Московскому училищі живопису, скульптури та архітектури, 1897—1905 — у Пензенському художньому училищі, де був директором. Серед учнів Г. М. Горєлов, Г. К. Савицький, К. Ф. Юон.
Помер 31 січня [13 лютого] 1905 в Пензі, де й похований на Митрофановському кладовищі.

## Творчість
Твори:
- «Ранок у сосновому лісі», де він домалював ведмедів і є разом з Іваном Шишкіним співавтором картини[6];
- «На війну!» (1880—1888);
- «Ремонтні роботи на залізниці» (1874);
- «Зустріч ікони» (1878);
- «Побіжчик» (1883);
- «Суперечка за межу» (1897) та інші.

У 1892 році написав кілька пейзажів України.
Картини художника зберігаються в Третьяковській галереї в Москві, Державному Російському музеї в Петербурзі, Пензенській картинній галереї та інших зібраннях.

## Вшанування пам'яті

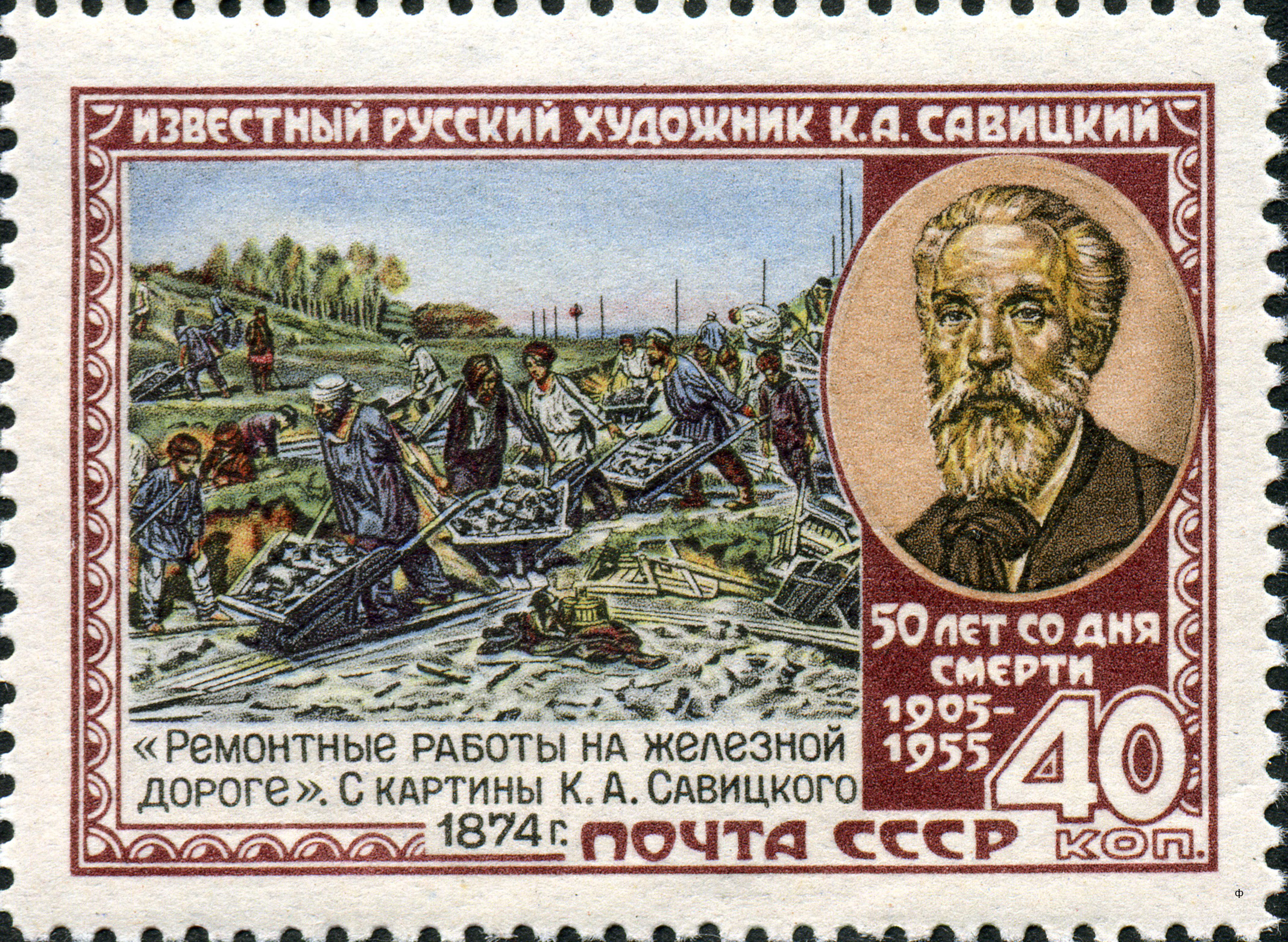
поштова марка

- У 1955 році до 50-річчя зі дня смерті Савицького, Поштою СРСР випущено поштову марку, присвячену художнику.
- На будівлі Пензенського художнього училища йому встановлено меморіальну дошку.
- У 1980-х роках в Пензенській обласній картинній галереї було створено меморіальний музей К. А. Савицького.
- У 2011 році на території Губернаторського будинку в Пензі встановлено пам'ятник художнику.

Іменем художника названі:
- вулиця в Пензі (1950);
- Пензенська обласна картинна галерея;
- Пензенське художнє училище (1955).